# Exochus stenus
Exochus stenus là một loài tò vò trong họ Ichneumonidae.